# Токке, Луи
Луи́ Токке́, Токе́ (фр. Louis Tocqué; 19 ноября 1696, Париж, Королевство Франция — 10 февраля 1772, Париж) — французский живописец, академического направления, академик Королевской академии живописи и скульптуры (с 1734 года; ассоциированный член с 1731 года), педагог; один из ведущих портретистов своего времени, создавший обширную галерею портретов царственных особ и аристократов середины XVIII века. Живописец «утончённого, изысканного стиля, совмещающего черты рококо и неоклассицизма» .

## Биография
Его отец, который также был живописцем-портретистом, умер в апреле 1710 года, когда Луи было десять лет. Юный Луи был взят на воспитание Жаном-Марком Натье, который поручил ему делать копии произведений известных мастеров портретного жанра. Затем на некоторое время он пренебрёг учёбой, но необходимость содержания двух сестёр и брата, которых его отец, умирая, оставил, как и его, без состояния, привёл его в мастерскую Никола Бертена, прославленного художника своего времени.
Токке дебютировал в парижском Салоне 1755 года. Его репутация вскоре распространилась, он приобрёл популярность и пользовался уважением в среде художников своего времени, особенно Франсуа Буше, с которым его связывали сходство характера и взгляды на искусство. Как портретист Луи Токке сложился под влиянием двух главных мастеров предыдущей эпохи — Гиацинта Риго и Никола де Ларжильера.
Он удостоился права написать портреты королевы, дофина и его супруги, благодаря чему получил известность не только во Франции, но и за её пределами. В 1734 году Луи Токке стал членом Королевской академии живописи и скульптуры.
В 1747 году Токке женился на Мари Полине Катрин Наттье (1725—1775), старшей дочери художника Жана-Марка Натье, своего учителя, и Мари Мадлен де ла Рош.
В 1756 году Токке приехал в Санкт-Петербург, где выполнил несколько портретов императрицы Елизаветы Петровны (из них два — парадных в полный рост, которые в XIX веке хранились в Зимнем дворце и Большом Царскосельском дворце, и два парадных поколенных, которые в XIX веке находились в Александровском дворце Царского Села и Версальском дворце во Франции). Токке также написал портреты графов К. Г. Разумовского и И. Г. Чернышёва и некоторых других лиц. Портреты работы Токке оказали влияние на творчество русских художников, его портреты, в частности, копировал Ф. С. Рокотов .
В 1760 году Токке возвратился в Париж через Копенгаген, где останавливался на некоторое время и написал портреты короля, королевы и принцев. В 1769 году Токке вторично посетил Копенгаген, причём был избран членом Датской академии художеств. Закончив свои путешествия, он полностью отказался от живописи, чтобы спокойно наслаждаться богатством, которое принесли ему его работы.

Произведения Токке отличаются правильным рисунком и приятным колоритом; несмотря на некоторую манерность, которую он давал позам изображаемых особ, они выходили у него очень схожими с натурою; особенно хорошо удавалось ему воспроизводить игру света на золоте и серебре парчи, на складках штофа и атласа, расшитых цветами и узорами— Токке, Луи // Энциклопедический словарь Брокгауза и Ефрона : в 86 т. (82 т. и 4 доп.). — СПб., 1890—1907.
Скончался художник в 1777 году в Париже. Работы Токке хранятся в музеях России, Франции, Швеции, Дании. В санкт-петербургском Эрмитаже имеется шесть картин Луи Токке.

## Галерея портретов

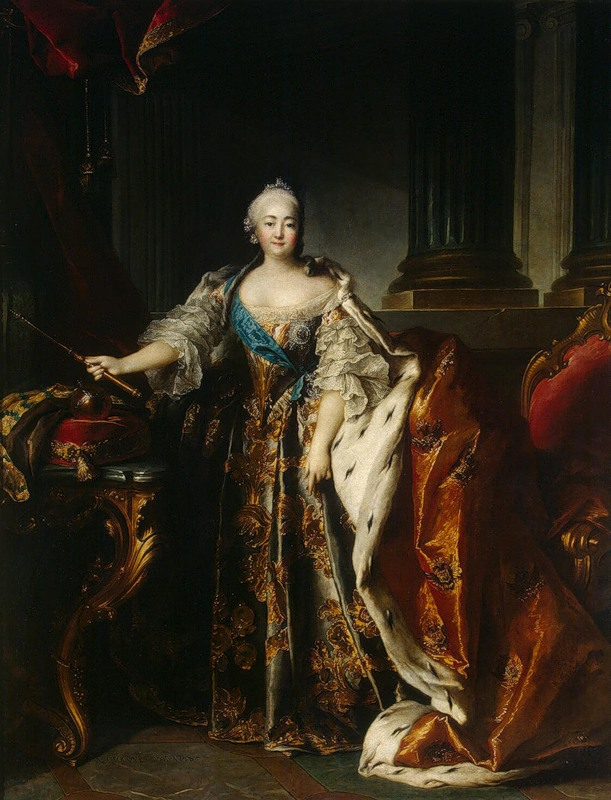
Портрет российской императрицы Елизаветы Петровны. 1758. Холст, масло. Эрмитаж, Санкт-Петербург
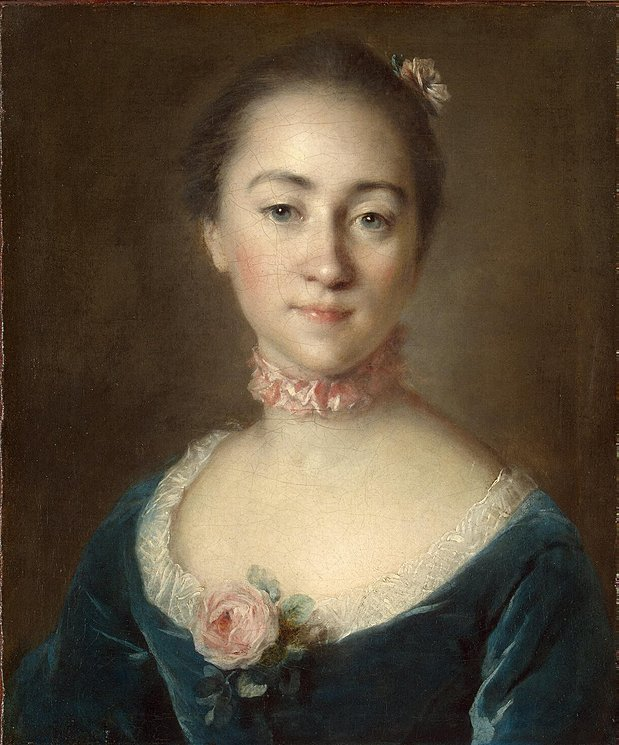
Портрет графини Екатерины Александровны Головкиной. 1757. Холст, масло. Эрмитаж, Санкт-Петербург
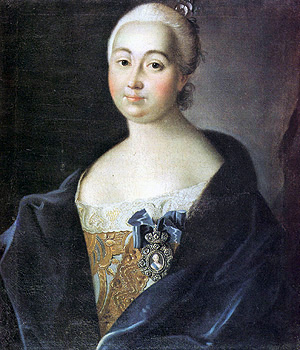
Портрет Анны Воронцовой, урождённой Скавронской. 1750. Холст, масло
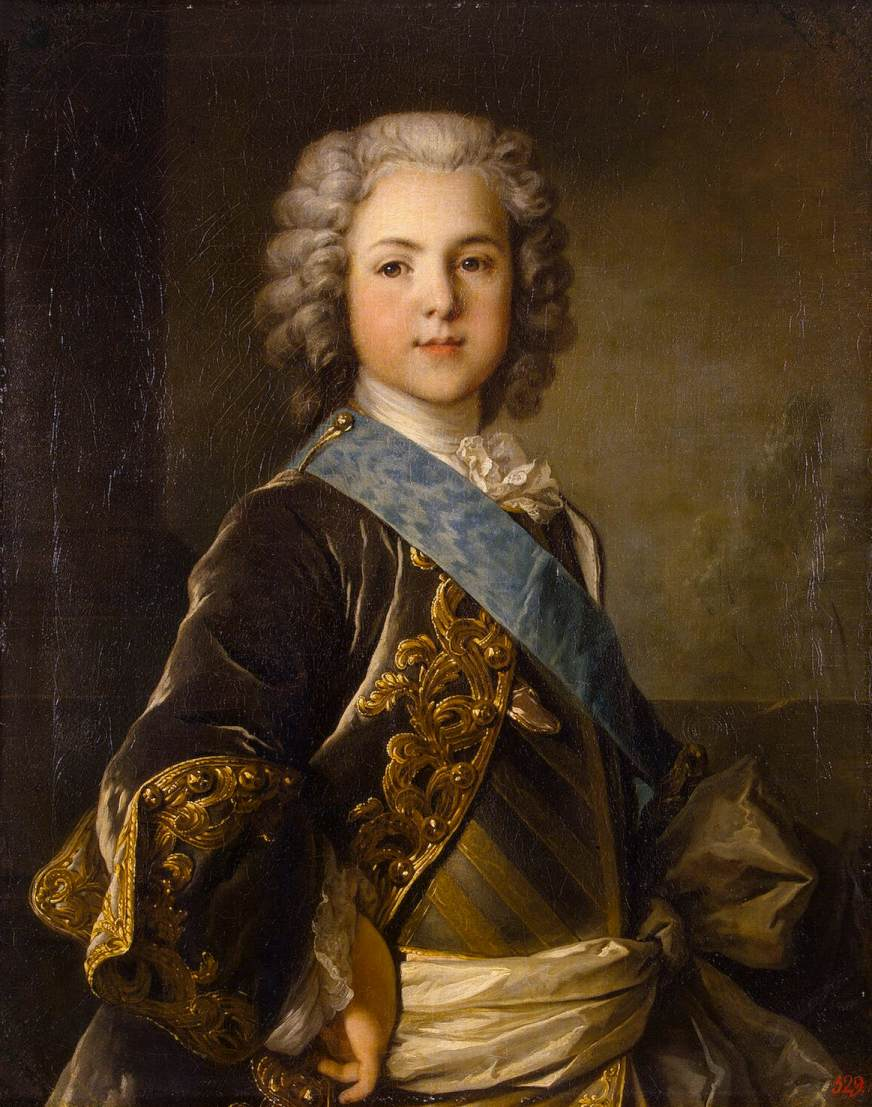
Портрет Людовика, великого дофина Франции. 1739. Холст, масло. Эрмитаж, Санкт-Петербург
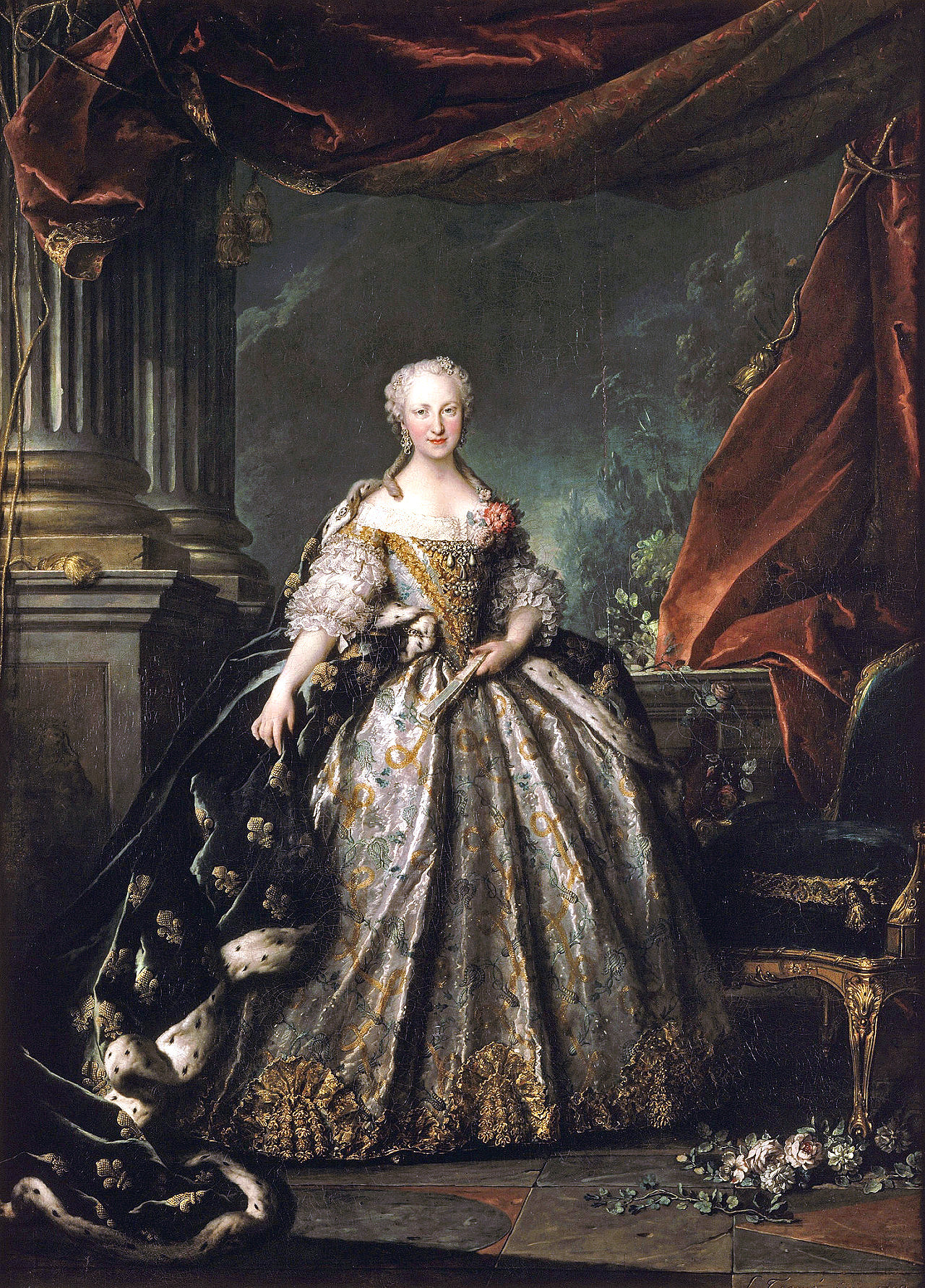
Портрет инфанты Марии Терезы Рафаэлы Испанской как дофины Франции. 1748. Холст, масло. Музей истории Франции, Версаль
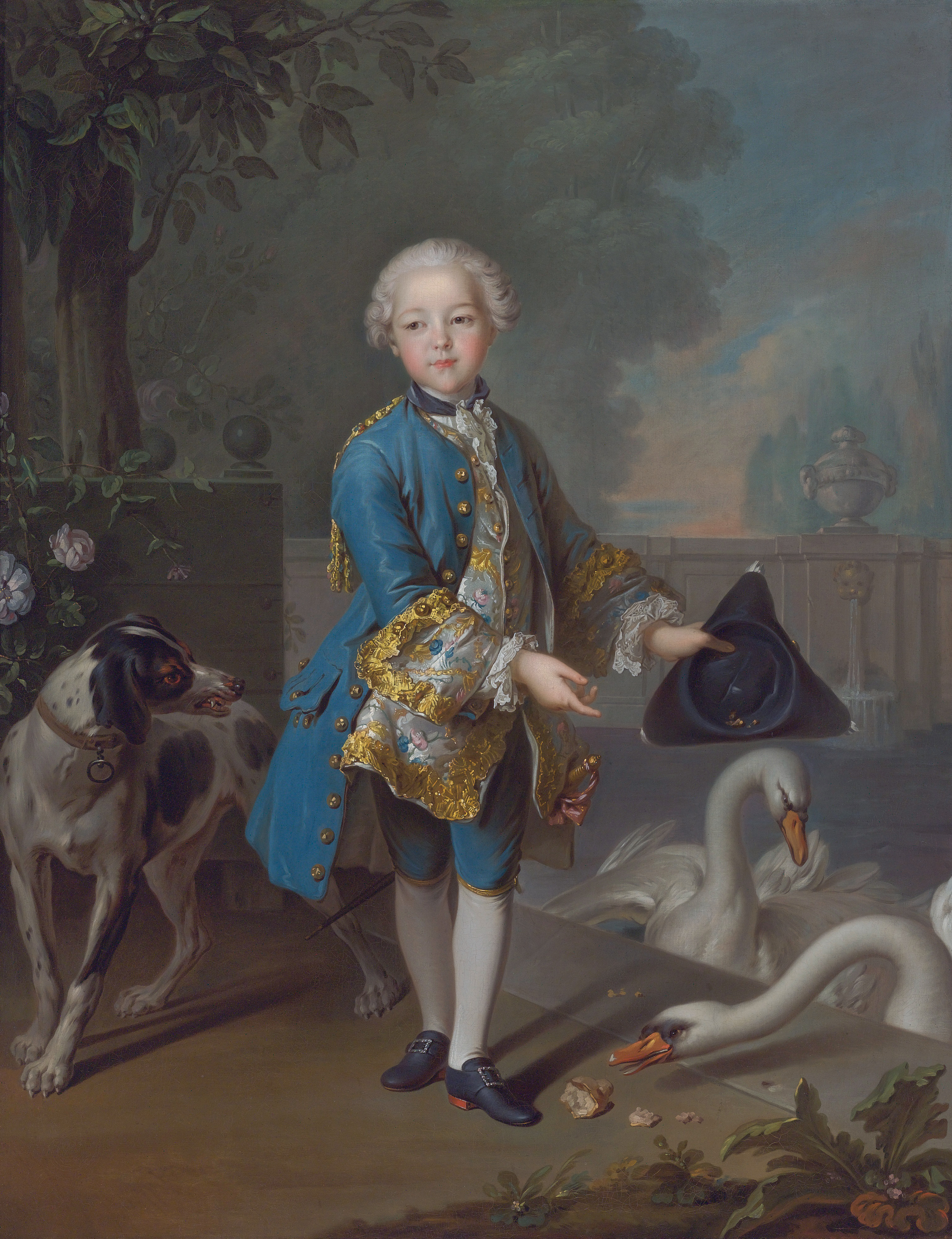
Портрет герцога Луи Филиппа Орлеанского (1747-1793). Ок. 1755. Холст, масло. Частное собрание
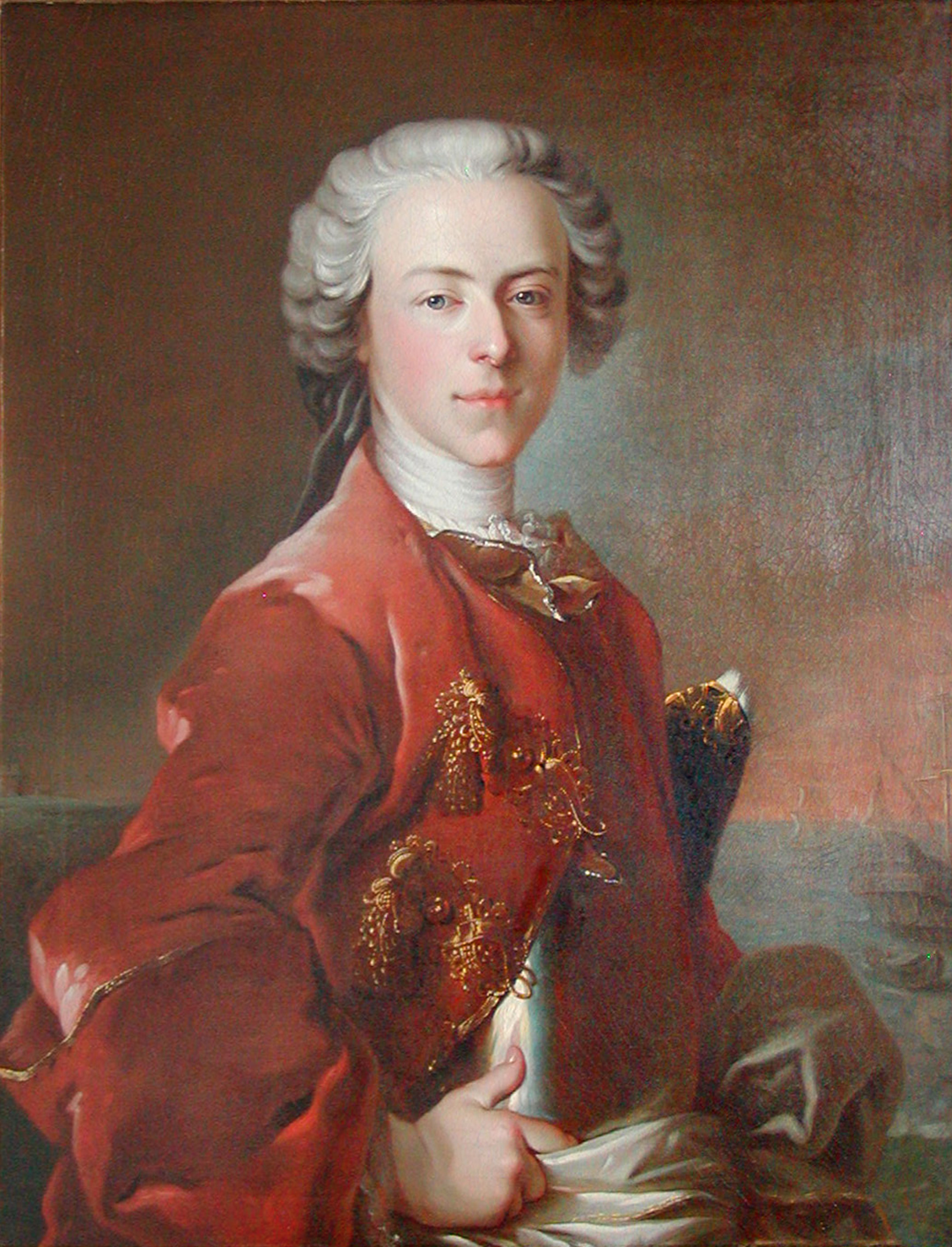
Портрет Фредерика де Лёвенорна. 1732. Холст, масло. Музей национальной истории, Фредериксборг, Дания
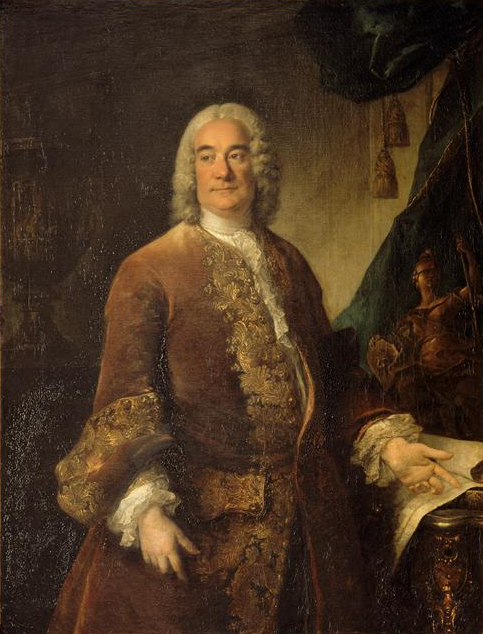
Портрет Шарля Франсуа ле Нормана де Турнема. 1750. Холст, масло. Музей истории Франции, Версаль